# Peter Struck

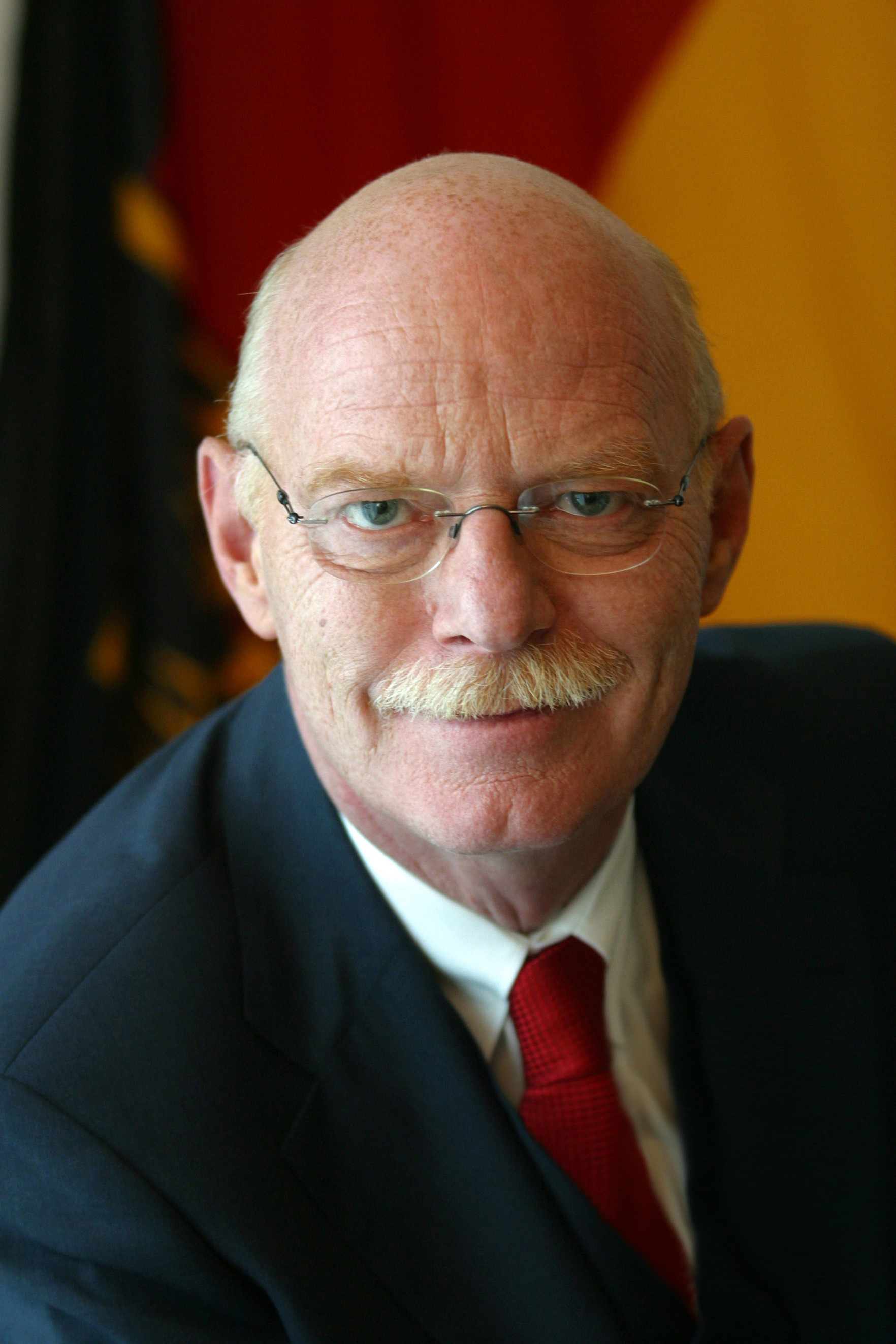
Peter Struck (2005)

Peter Struck (* 24. Januar 1943 in Göttingen; † 19. Dezember 2012 in Berlin) war ein deutscher Politiker (SPD), Vorsitzender der Friedrich-Ebert-Stiftung und Bundesminister der Verteidigung (2002–2005). Von 1980 bis 2009 war er Mitglied des Deutschen Bundestages, von 1998 bis 2002 und von 2005 bis 2009 als Fraktionsvorsitzender seiner Partei.

## Leben
Peter Struck wurde in eine Arbeiterfamilie geboren und wuchs im Göttinger Stadtteil Geismar auf. Sein Vater, Hermann Struck (1915–1999), hatte sich vom Autoschlosser zum Betriebsleiter einer Mercedes-LKW-Vertretung hochgearbeitet; seine Mutter, Else Struck (1919–2006), war Verkäuferin und betrieb einen Kiosk.
Nach dem Abitur 1962 am Felix-Klein-Gymnasium in Göttingen studierte Struck Rechtswissenschaft in Göttingen und Hamburg. Er beendete sein Studium 1967 mit dem ersten Staatsexamen beim Hanseatischen Oberlandesgericht in Hamburg. Es folgte bis Januar 1971 die Referendarausbildung im Bezirk des Hanseatischen Oberlandesgerichts. Nach dem zweiten juristischen Staatsexamen im Februar 1971 wurde Struck im Juni 1971 mit einer Arbeit über Jugenddelinquenz und Alkohol bei Rudolf Sieverts am Fachbereich Rechtswissenschaft der Universität Hamburg zum Dr. jur. promoviert. Vom Wehrdienst wurde er zuvor aufgrund seines Studiums zurückgestellt und dann in Anbetracht seines Alters nicht mehr eingezogen. Danach trat Struck als Regierungsrat in die Hamburgische Verwaltung ein. Als solcher war er bis 1972 persönlicher Referent des Präsidenten der Universität Hamburg; danach war er kurz in der Finanzbehörde der Freien und Hansestadt Hamburg tätig. Ab 1973 amtierte er als stellvertretender Stadtdirektor der niedersächsischen Stadt Uelzen. Seit 1983 war er als Rechtsanwalt zugelassen.
Peter Struck wurde am 13. Dezember 2010 zum Vorsitzenden der Friedrich-Ebert-Stiftung gewählt. Er übte dieses Amt bis zu seinem Tode aus. Er war Mitglied des Beirates und des Wirtschaftsrates von Borussia Dortmund. Außerdem war er Schirmherr des Vereins MEHRSi, der sich für den Schutz von Motorradfahrern einsetzt.

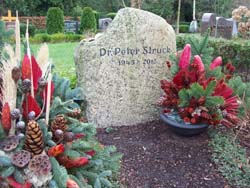
Die Grabstätte von Peter Struck auf dem Friedhof Uelzen.

Peter Struck war verheiratet und hatte drei Kinder sowie sieben Enkel. Er wohnte in Uelzen. Seine Frau Brigitte Struck war jahrelang stellvertretende Bürgermeisterin (SPD) in Uelzen. 2005 wurde er zum Ehrenbürger der Gemeinde Seedorf ernannt.
Er starb am 19. Dezember 2012 im Alter von knapp 70 Jahren an den Folgen eines Herzinfarktes in der Berliner Charité, in die er am Vortag eingeliefert worden war. Am 3. Januar 2013 wurde Struck im Anschluss an eine öffentliche Trauerfeier im engeren Familien- und Freundeskreis auf dem Friedhof in Uelzen beigesetzt.

## Abgeordneter
Von 1980 bis 2009 war Struck Bundestagsabgeordneter. 1990 wurde er Parlamentarischer Geschäftsführer der SPD-Bundestagsfraktion, 1998 deren Vorsitzender. Nachdem er dieses Amt im Juli 2002 abgegeben hatte, bekleidete er es erneut vom 21. November 2005 bis zum 29. September 2009. Er wurde zuletzt mit 94 Prozent der Stimmen in seinem Amt bestätigt.
Bei den Bundestagswahlen von 1980 bis 1994 zog Struck jeweils über die Landesliste Niedersachsen in den Bundestag ein. 1998, 2002 und 2005 wurde er jeweils im Bundestagswahlkreis Celle – Uelzen direkt in den Bundestag gewählt, zuletzt erhielt er hier 46,7 Prozent der Stimmen.
Am 28. April 2008 kündigte Struck an, 2009 nicht mehr für den Bundestag zu kandidieren, und schied demgemäß mit der Konstituierung des 17. Deutschen Bundestages am 27. Oktober 2009 aus dem Parlament aus.
Struck war Mitglied des Koalitionsausschusses und des Gemeinsamen Ausschusses (Notfallparlament im Verteidigungsfall).
In der Kommission zur Föderalismusreform II war er Vorsitzender für den Bundestag, ein gleichberechtigter Vorsitzender vertrat den Bundesrat. Qua Amt war er als SPD-Bundestags-Fraktionsvorsitzender Quasi-Mitglied im Bundesvorstand der SPD, bei dessen Wahl er deshalb 2007 auf eine Kandidatur verzichtete. Bereits zu seiner Zeit als Parlamentarischer Geschäftsführer der SPD-Bundestagsfraktion war Peter Struck sehr oft Mitglied des Vermittlungsausschusses, später auch dessen Vorsitzender. Außerdem war er Mitglied im Haushaltsausschuss des Bundestags.
Er prägte den Ausdruck „Strucksches Gesetz“ dafür, dass kein Gesetz den Bundestag so verlasse, wie es hineinkommt.

## Öffentliche Ämter

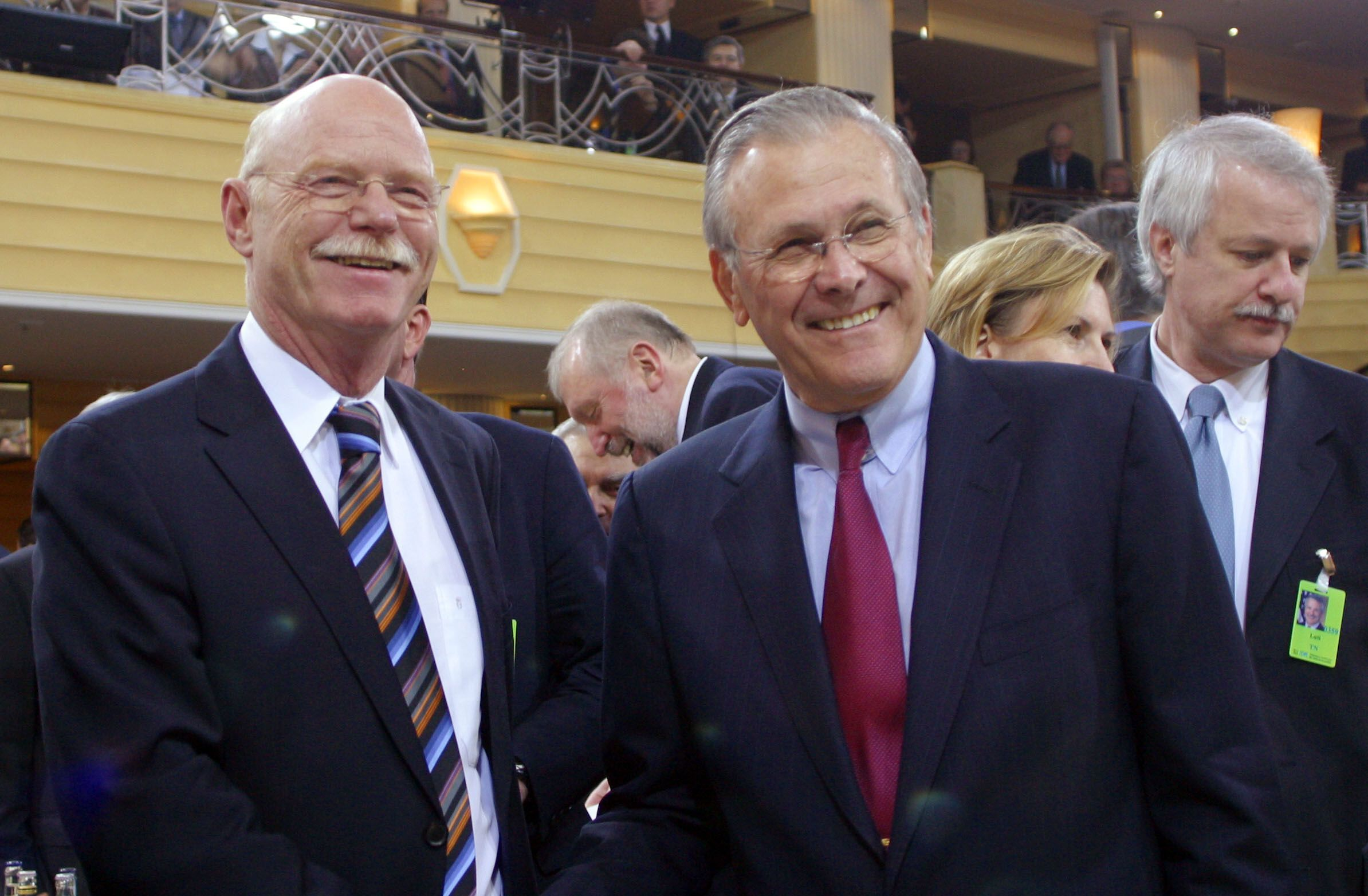
Bundesminister Struck mit dem Verteidigungsminister der Vereinigten Staaten, Donald Rumsfeld, 2005 in München

Seit dem 19. Juli 2002 gehörte er als Bundesminister der Verteidigung der Bundesregierung an. Unter seiner Führung bekam die Bundeswehr im Mai 2003 neue Verteidigungspolitische Richtlinien (VPR). Die Kernaussage dieser Richtlinien hatte Struck bereits am 4. Dezember 2002 am Beispiel des Afghanistan-Einsatzes erläutert: „Die Sicherheit der Bundesrepublik Deutschland wird auch am Hindukusch verteidigt.“
Am 10. Juni 2004 erlitt Struck einen Schlaganfall, der zu einer mehrwöchigen Arbeitsunterbrechung führte. Im selben Jahr wurden – unter seiner Verantwortung für Ministerium und Bundeswehr – in großem Umfang brisante Daten etwa zu Auslandseinsätzen aus der Zeit der SPD-Regierung (1999–2003) gelöscht. Aus Kanzleramtskreisen wurde explizit darauf hingewiesen, dass es sich um ein Versehen gehandelt habe.
Umstritten war seine Entscheidung aus dem Jahr 2005, dem Jagdgeschwader 74 den Traditionsnamen „Mölders“ zu entziehen. Grundlage hierfür war ein vom Bundesverteidigungsminister in Auftrag gegebenes Gutachten über Werner Mölders durch das Militärgeschichtliche Forschungsamt der Bundeswehr. Dutzende Bundeswehr-Generale ließen aus Protest gegen diese Entscheidung eine Anzeige in der Frankfurter Allgemeinen Zeitung drucken.
Am 18. Oktober 2005, dem Tag der Konstituierung des 16. Deutschen Bundestages, wurde er gemeinsam mit den übrigen Bundesministern aus dem Amt entlassen und gleichzeitig von Bundespräsident Horst Köhler mit der Wahrnehmung der Geschäfte bis zur Bildung einer neuen Bundesregierung beauftragt. Nach der Wahl von Angela Merkel zur Bundeskanzlerin schied er am 22. November 2005 endgültig aus dem Amt.

## Auszeichnungen
- 1989: Bundesverdienstkreuz am Bande[27]
- 1995: Pfeifenraucher des Jahres[27]
- 2004: Großes Bundesverdienstkreuz[27]
- 2008: Bernhard-Weiß-Medaille des Bundes Jüdischer Soldaten[28]
- 2010: Großes Bundesverdienstkreuz mit Stern[29]

## Schriften
- Peter Struck: Jugenddelinquenz und Alkohol. Ein Beitrag zur Persönlichkeit des Alkoholtäters. Vergleichende kriminologische Untersuchung an 436 jugendlichen und heranwachsenden Hamburger Straftätern der Jahre 1968 und 1969. (Hamburg, Univ., Diss., 1971).
- Peter Struck: Zeitenwende 9/11? Eine persönliche Bilanz. In: Till Karmann, Tobias Endler, Martin Thunert, Simon Wendt (Hrsg.): Zeitenwende 9/11? Eine transatlantische Bilanz, Verlag Barbara Budrich, Opladen, Berlin & Toronto, 2016.
- Peter Struck: So läuft das. Politik mit Ecken und Kanten. Propyläen, Berlin 2010, ISBN 978-3-549-07385-8.